# Vanilla imperialis
Vanilla imperialis är en orkidéart som beskrevs av Friedrich Fritz Wilhelm Ludwig Kraenzlin. Vanilla imperialis ingår i släktet Vanilla och familjen orkidéer. Inga underarter finns listade i Catalogue of Life.

## Bildgalleri

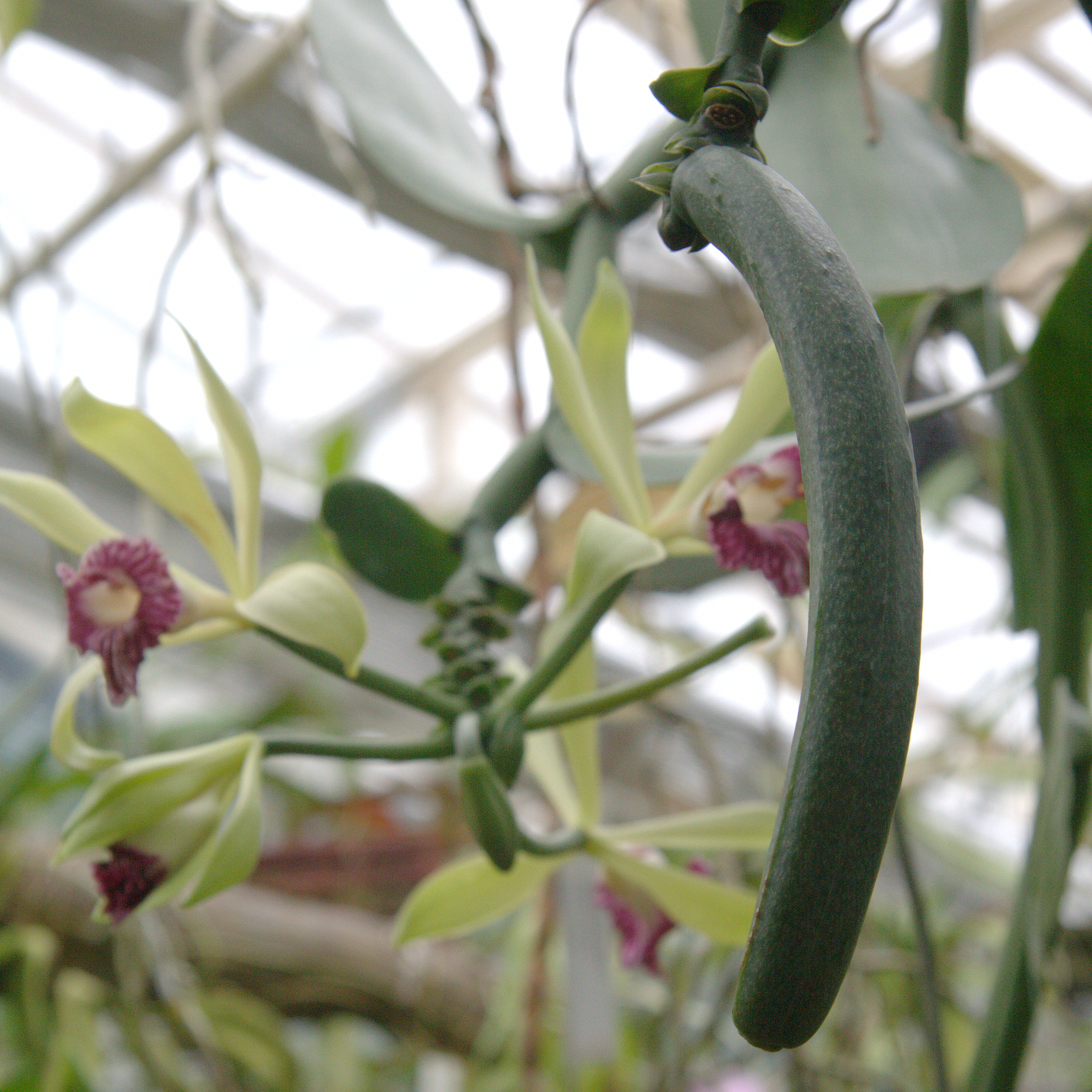
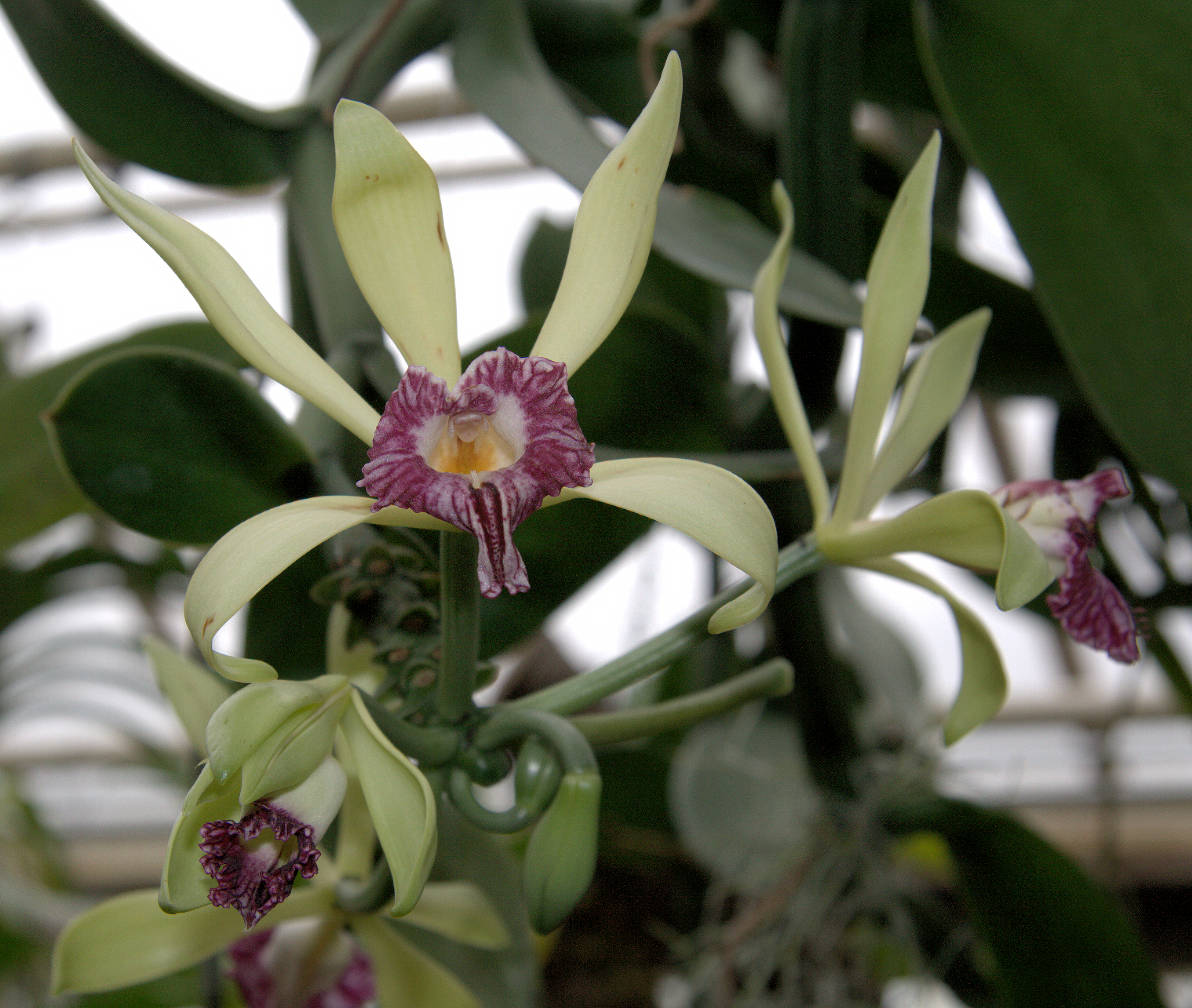
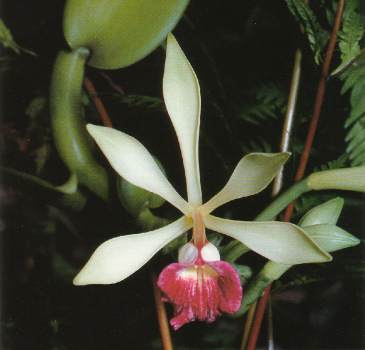